# Escobosa de Almazán
Escobosa de Almazán – gmina w Hiszpanii, w prowincji Soria, w Kastylii i León, o powierzchni 19,44 km². W 2011 roku gmina liczyła 29 mieszkańców.